# Dean Guitars
Dean Guitars é uma marca de instrumentos musicais norte americana. É famosa por fabricar modelos usados por guitarristas como Dimebag Darrell (Pantera e Damageplan), Dave Mustaine (Megadeth), Michael Schenker (UFO), Jerry Cantrell (Alice in Chains) entre outros.

## História
Dean Guitars foi criada em 1976 pelo luthier Dean Zelinsky. Os primeiros modelos foram criados no meio de 1970 com design "pointy" e headstocks com formato "V". Seu projeto foi rapidamente ganhando popularidade devido ao seu Sustain.
A empresa ganhou reconhecimento mundial por suas guitarras serem usadas por bandas como Heart, Kansas, The Cars, Molly Hatchet, Triumph e ZZ Top.
Com o advento do superstrat e grunge music, Dean Zelinsky vendeu o negócio a Oscar
Medeiros de Música Tropical, que ganhou a posse da marca a partir de 1986 e, até 1995, se concentrou em vender para bandas latinas no exterior. A empresa quase desapareceu do mercado americano nesse momento.
Em 2004, a Dean Guitars estava criando um modelo de assinatura para Dimebag Darrel que estava tocando com Damageplan e gravando um álbum juntamente com antigos membros de Pantera juntamente com David Allan Coe chamado Rebel Meets Rebel. Em Dezembro desse mesmo ano Dimebag Darrel morreu e desde então suas guitarras passaram a ser a sua imagem da marca, que é vendida até hoje pela Dean.

## Modelos

### Guitarras Elétricas
- USA Korina V
- USA Splittail
- USA Razorback
- USA Razorback V
- USA ML
- ZX
- 30th Anniversary ML
- 30th Anniversary V
- Vendetta Revenge
- Vendetta XMT
- XP Series(ML, V & Z)
- USA HardTail
- USA Time Capsule Caddy
- LOST 100 USA (Z, V, ML)
- EVO
- Vendetta 4 Floyd
- V White Gold
- Mach 7
- Avalanche
- Sarasota 12
- Palomino

## Modelos de Artistas
- USA Dave Mustaine VMNT Limited
- USA Dave Mustaine VMNT Standart
- USA Rik Emmett Triumph V
- USA M. Schenker Flame V
- Matt Heafy Signature MKH
- Corey Beaulieu Signature CBV1122

## Músicos que usam a marca Dean Guitars
- Dimebag Darrel (Pantera)
- Matt Heafy (Trivium)
- Corey Beaulieu (Trivium)
- Michael Angelo Batio (Nitro)
- Sascha Gerstner (Helloween)
- Zakk Wylde (Ozzy Osbourne e Black Label Society)
- Dave Mustaine (Megadeth, ex Metallica)